# Major League Baseball 1901
Major League Baseball 1901 var den första säsongen som bestod av både American League och National League. Ingen World Series spelades mellan vinnarna av de båda ligorna på grund av konflikt ligorna emellan, men Chicago White Stockings vann American League medan Pittsburgh Pirates vann National League.
|                         | V  | F  | %    |
| ----------------------- | -- | -- | ---- |
| Chicago White Stockings | 83 | 53 | .610 |
| Boston Americans        | 79 | 57 | .581 |
| Detroit Tigers          | 74 | 61 | .548 |
| Philadelphia Athletics  | 74 | 62 | .544 |
| Baltimore Orioles       | 68 | 65 | .511 |
| Washington Senators     | 61 | 72 | .459 |
| Cleveland Bluebirds     | 54 | 82 | .397 |
| Milwaukee Brewers       | 48 | 89 | .350 |

|                       | V  | F  | %    |
| --------------------- | -- | -- | ---- |
| Pittsburgh Pirates    | 90 | 49 | .647 |
| Philadelphia Phillies | 83 | 57 | .593 |
| Brooklyn Superbas     | 79 | 57 | .581 |
| St. Louis Cardinals   | 76 | 64 | .543 |
| Boston Beaneaters     | 69 | 69 | .500 |
| Chicago Oprhans       | 53 | 86 | .381 |
| New York Giants       | 52 | 85 | .380 |
| Cincinnati Reds       | 52 | 87 | .374 |

## Källa
Den här artikeln är helt eller delvis baserad på material från engelskspråkiga Wikipedia.